# Elecciones legislativas de Polonia de 1972
Las elecciones parlamentarias se celebraron en Polonia el 19 de marzo de 1972. Los resultados, al igual que con las otras elecciones en la Polonia comunista, fueron controlados por el gobierno comunista. Los resultados de las elecciones de 1965 se duplicarían, exactamente, en las elecciones de 1969 y 1972. Los resultados de las próximas elecciones de 1976 serían solo marginalmente diferentes.

## Results
| Party                     | Party                           | Votes      | %    | Seats | +/– |
| ------------------------- | ------------------------------- | ---------- | ---- | ----- | --- |
| Frente de Unidad Nacional | Partido Obrero Unificado Polaco | 21,746,242 | 99.5 | 255   | 0   |
| Frente de Unidad Nacional | Partido Campesino Unificado     | 21,746,242 | 99.5 | 117   | 0   |
| Frente de Unidad Nacional | Partido Demócrata de Polonia    | 21,746,242 | 99.5 | 39    | 0   |
| Frente de Unidad Nacional | Independientes                  | 21,746,242 | 99.5 | 49    | 0   |
| Votos en blanco           | Votos en blanco                 | 103,155    | 0.5  | –     | –   |
| Votos inválidos           | Votos inválidos                 | 5,084      | –    | –     | –   |
| Total                     | Total                           | 21,854,481 | 100  | 460   | 0   |
| Votantes registrados      | Votantes registrados            | 22,313,851 | 97.9 | –     | –   |
| Fuente: Nohlen & Stöver   |                                 |            |      |       |     |